# Thalassometra omissa
Thalassometra omissa is een haarster uit de familie Thalassometridae.
De wetenschappelijke naam van de soort werd in 1909 gepubliceerd door René Koehler.